# استان ترنی
استان ترنی (به ایتالیایی: Province di Terni) استانی در قسمت مرکزی کشور ایتالیا است. ترانی در منطقهٔ اومبریا قرار دارد. مساحت این استان ۲٬۱۲۳ کیلومترمربع و جمعیت آن طبق سرشماری سال ۲۰۱۱ میلادی، تقریباً ۲۲۸٬۹۴۴ نفر بوده‌است.

## نگارخانه

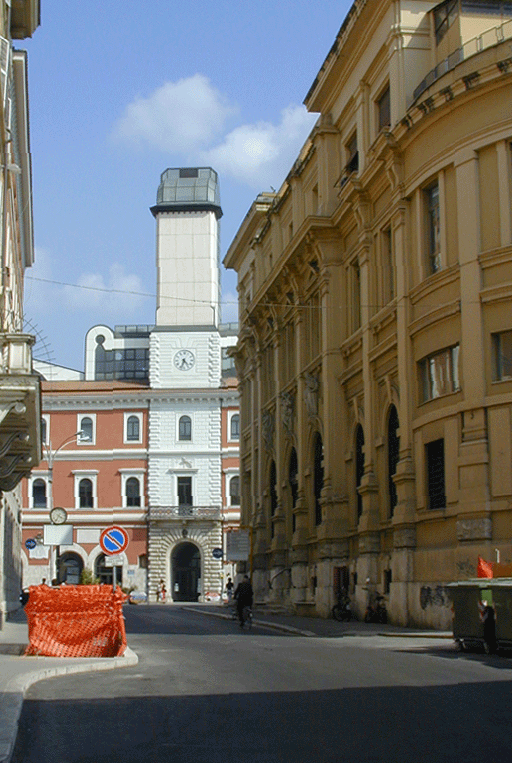
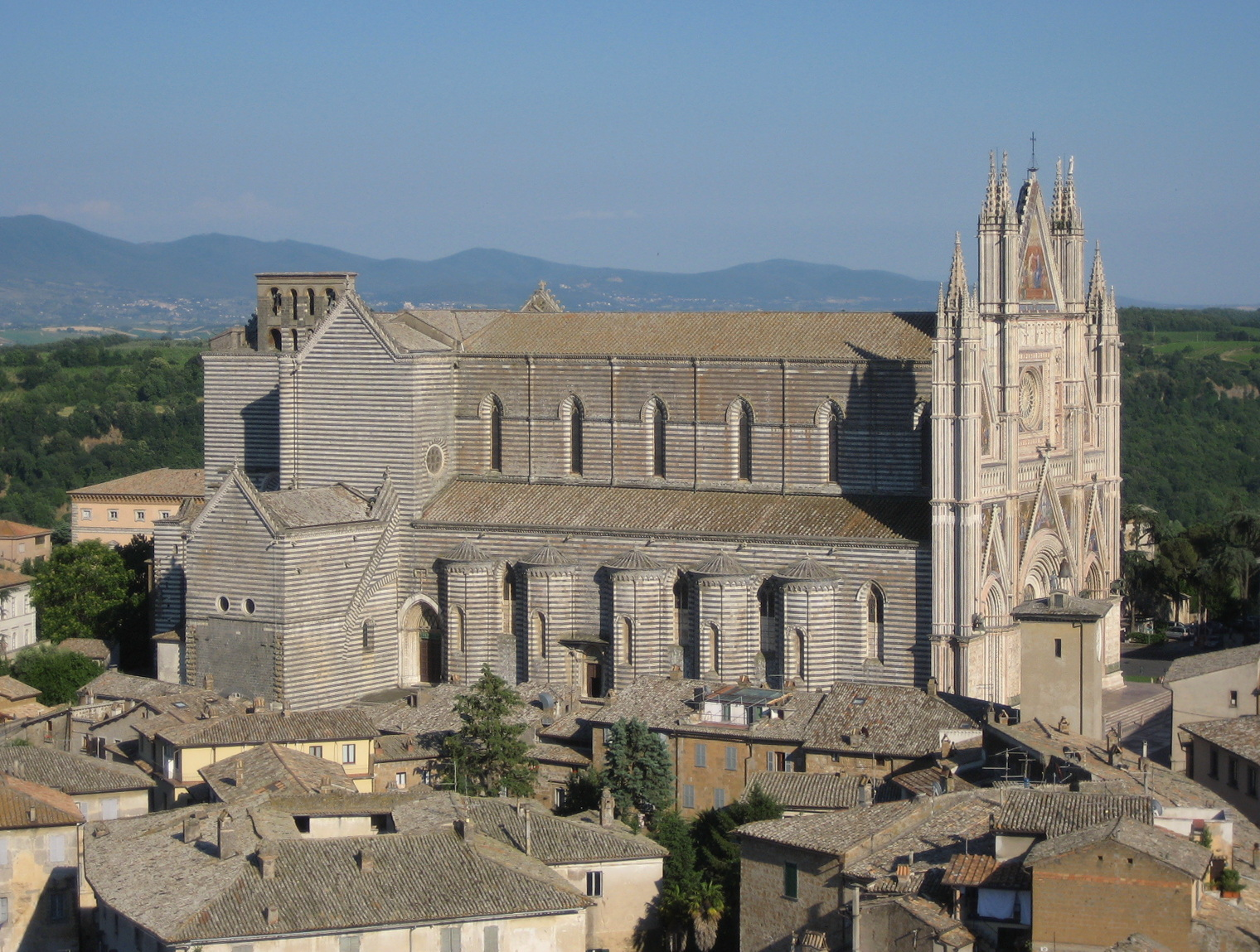
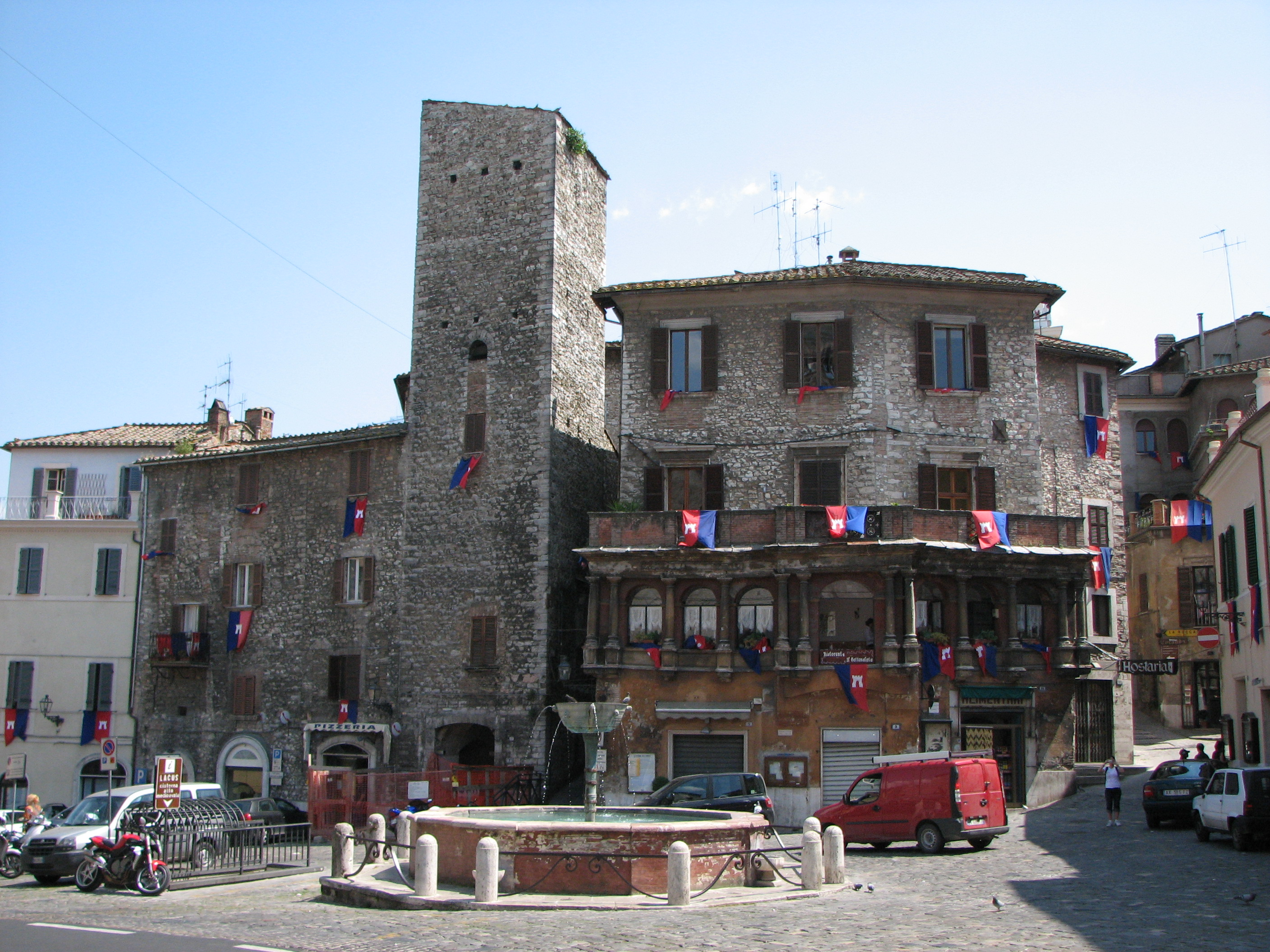
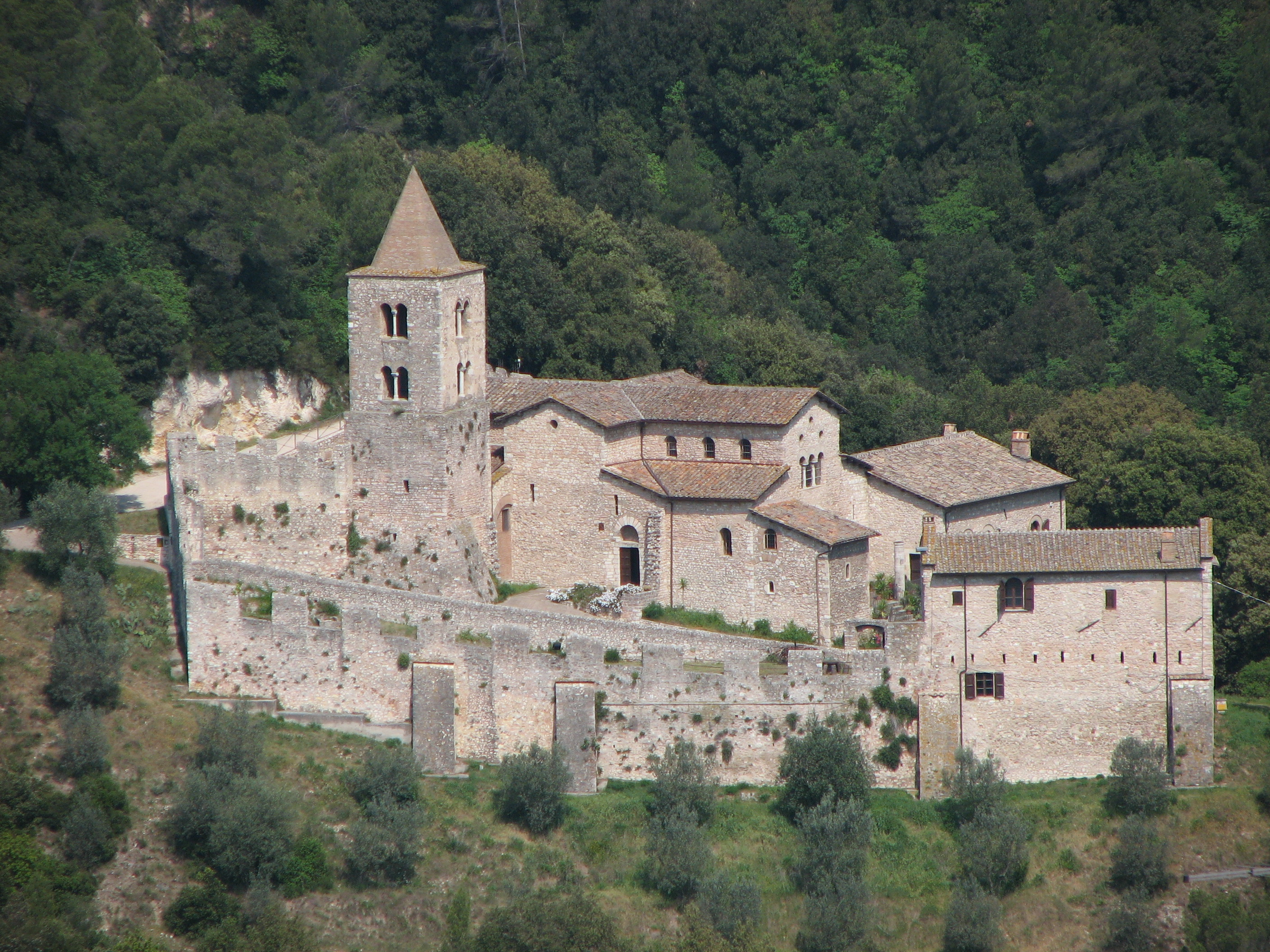
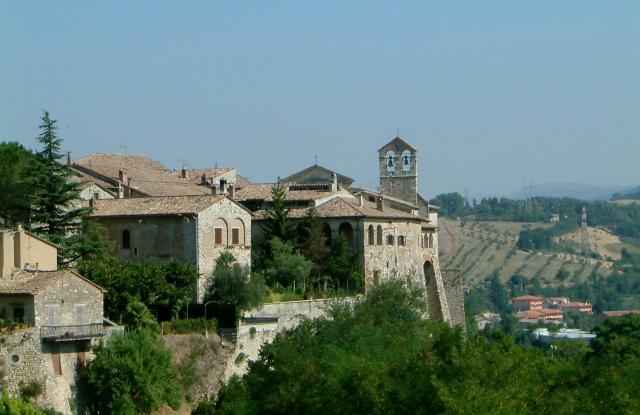
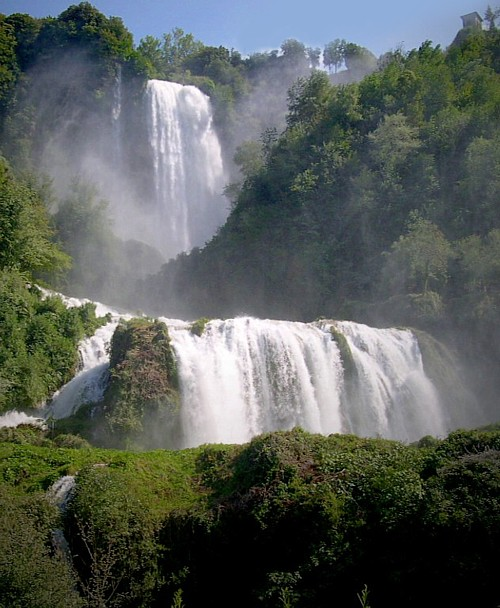
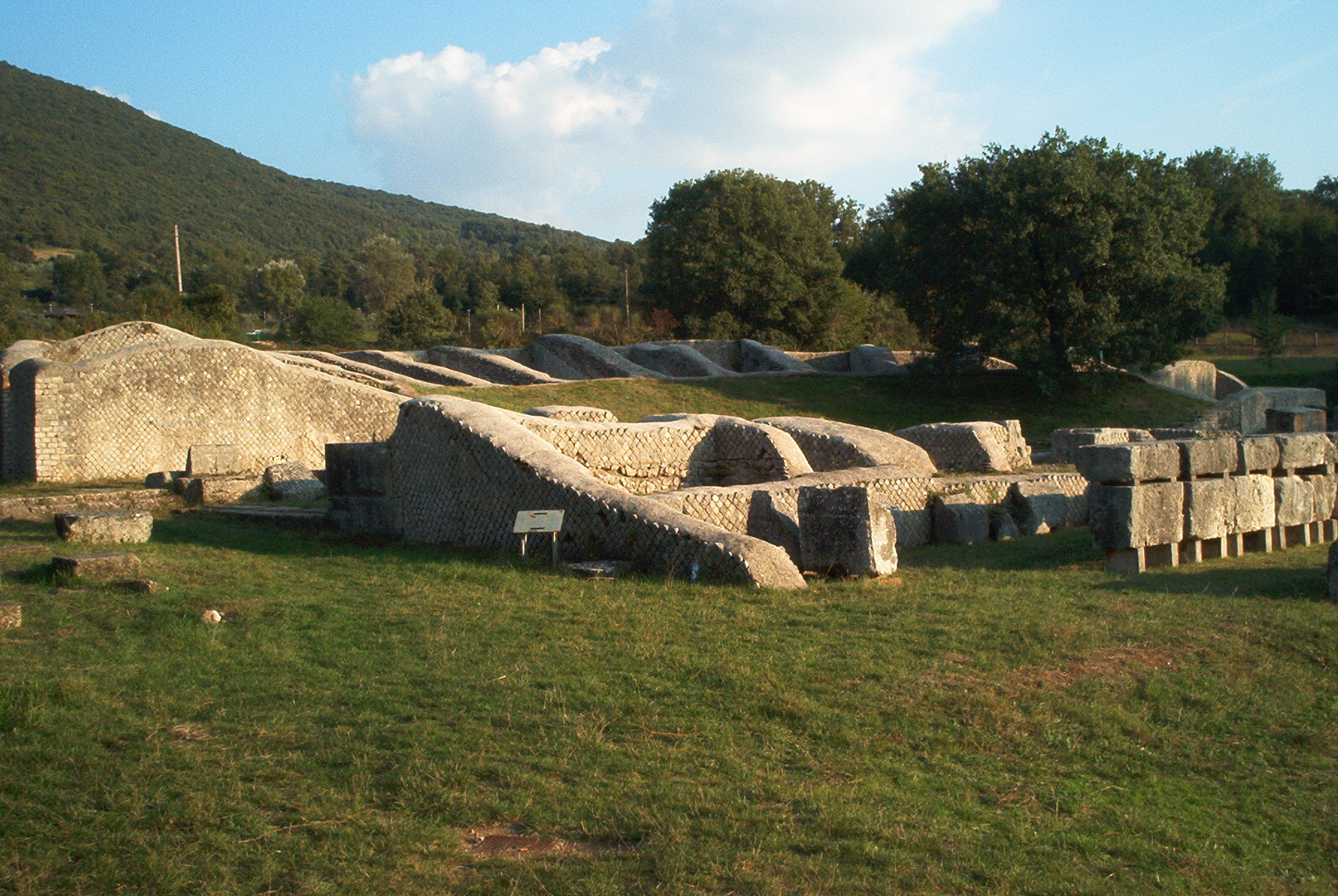
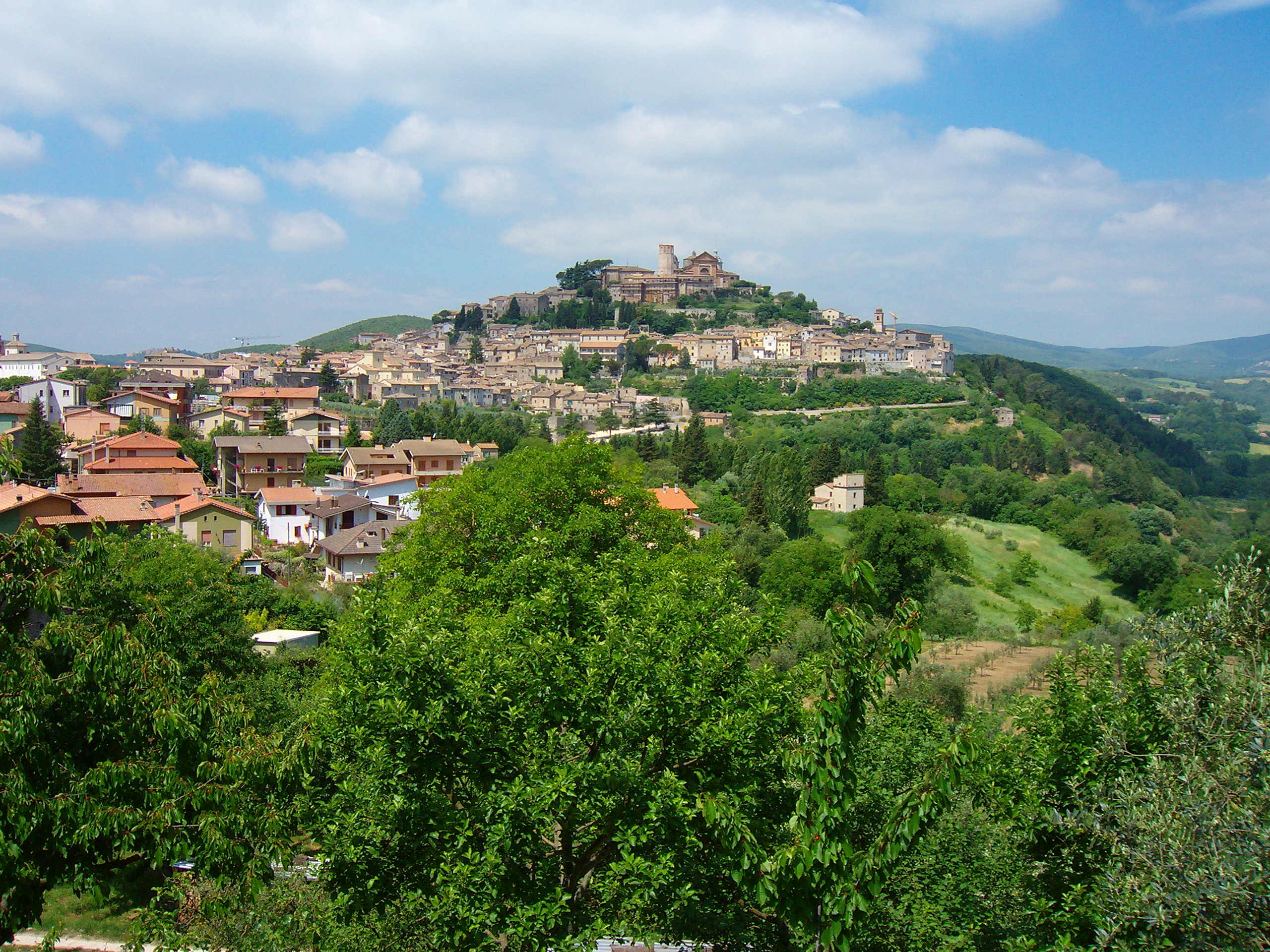